# 마이클 타버

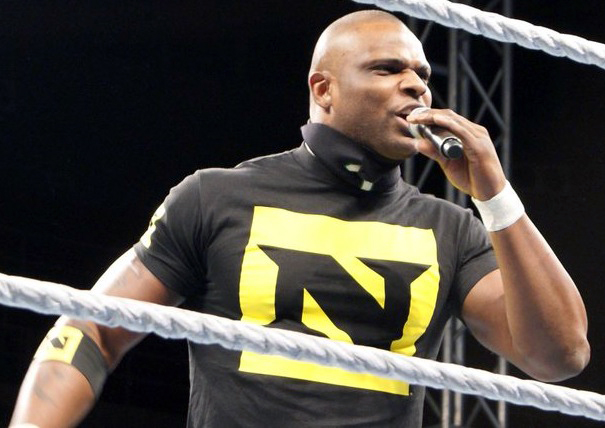
2010년 넥서스 시절 마이클 타버

마이클 타버(Michael Tarver 1978년 3월 8일 ~ )는 프로레슬링선수다. 미국 오하이오주에서 태어났다. WWE 제휴단체인 FCW를 거쳐 NXT 시즌1에 참가하였고 넥서스의 멤버였다. 2010년 10월 4일 WWE Raw에서는 존 시나에게 STF(스텝 오버 토 홀드 위드 페이스 락)를 부상을 당하며 현재 인디단체 프로레슬링을 활동 중이다. 본명은 타이론 에번스(Tyrone Evans)다. 키는 190cm(6 ft 3 in)에다가 몸무게는 116kg(256 lb)이다. 피니쉬는 일점구(슈퍼맨 펀치), 킬 샷(케이오 펀치), 타버스 라이트링(쓰로운 파워슬램)으로 사용을 한다. 1995년 프로레슬링 입문으로 밝혀졌다.

## Professional wrestling highlights
- Finishing moves
  - 1.9 (Superman punch)
  - Kill Shot (Knockout punch)
  - Tarver's Lightning (Thrown powerslam)
- Signature moves
  - Abdominal stretch
  - Body slam
  - Camel clunch
  - Multiple jab
  - Overhead belly to belly suplex
  - Running clothesline
  - Snap DDT
- Nicknames
  - "Black Panther"
  - "Iron"
  - "The New Danger"
  - "The Panther"
  - "The Upgrade"
  - "Mr. 1.9"

## 수상
- BBPW 헤비웨이트 챔피언 (1회)
- 챔피언스 컵 (2012)
- CWE 헤비웨이트 챔피언 (1회)
- CWE 내셔널 챔피언 (1회)
- HKW 챔피언 (1회)
- NWA 플로리다 헤비웨이트 챔피언 (2회)
- FUW 브루저웨이트 챔피언 (1회)
- MEWL 헤비웨이트 챔피언 (1회)
- 퓨드 오브 더 이열 (2010) 넥서스 vs WWE
- 모스트 헤이티드 레슬러 오브 더 이열 (2010) 에스 파트 오브 더 넥서스
- 랭크드 넘버 132 오브 더 탑 500 싱글즈 레슬링 인 더 PWI 500 인 2011
- 슬래미 어워드 (1회)
  - 쇼커 오브 더 이열 (2010) 데뷔 오브 더 넥서스